# Faunaat
Een faunaat (Engels: animagus) is een tovenaar of heks in de boeken over Harry Potter die zich, zonder de hulp van een toverstaf, kan veranderen in een dier. Daarmee is het een van de weinige magische vaardigheden die zonder toverstok of ander hulpmiddel uitgevoerd kan worden.
In welk dier de tovenaar zich kan veranderen hangt af van wat voor type mens de tovenaar zelf is. Daarom kan een tovenaar/heks zich maar in 1 specifiek dier veranderen, en heeft ook geen controle over welk dier dit wordt. De kans om te veranderen in een gevleugeld dier is erg klein. Zo is er in de boeken onder anderen Professor Anderling, lerares Gedaanteverwisseling (transfiguratie), die zich in een cyperse kat kan veranderen. Ze is kortaangebonden en onbuigzaam, maar ook rotsvast, betrouwbaar en plichtsgetrouw, karakteraspecten die haar als mens al aan een kat doen denken. Ook Sirius Zwarts, Harry's peetvader, is een faunaat. Deze man kan erg gevaarlijk en sterk overkomen, maar is ontzettend trouw aan degenen van wie hij houdt. Hij kan zich daarom in een grote zwarte hond veranderen.

## Achtergrond
Het duurt erg lang om te leren een faunaat te worden. Zelfs een talentvolle tovenaar zal er al gauw zo'n vijf jaar over doen: ten eerste is het gewoon erg moeilijk en ten tweede moet de tovenaar eerst weten wat er mis kan gaan en hoe hij dat kan voorkomen.
Wat erg opvalt is de verschillende redenen waarom tovenaars faunaten willen worden. Rita Pulpers werd om puur opportunistische redenen een faunaat, terwijl Sirius Zwarts, James Potter en Peter Pippeling zich in dieren veranderen om hun vriend Remus Lupos te steunen.
Een wezenlijk verschil tussen een faunaat en een tovenaar die door middel van transfiguratie in een dier verandert, is dat een faunaat in diergedaante zijn menselijke persoonlijkheid, herinneringen en bewustzijn behoudt, en zich dus bewust is van zijn doen en laten. Bij transfiguratie krijgt de tovenaar ook automatisch het brein en instinct van het dier waar hij in verandert, en kan dan niet meer als mens denken. Hierdoor vergeet hij ooit een mens te zijn geweest en bestaat het risico dat hij de rest van zijn leven in de gedaante van het dier moet slijten. Dit verschil wordt expliciet uitgelegd in De Vertelsels van Baker de Bard, en ook even kort vermeld in het eerste hoofdstuk van Zwerkbal Door de Eeuwen Heen. Tevens behoudt een faunaat in diergedaante zijn menselijke levensverwachting; zo kon Peter Pippeling 12 jaar lang onafgebroken in ratgedaante leven, terwijl echte ratten niet zo oud kunnen worden.
Iedere tovenaar of heks die zichzelf in een dier kan veranderen, moet zich registreren bij het ministerie van Toverkunst. Ze moeten hun precieze kenmerken als dieren doorgeven (soort dier, kleur vacht, grootte, etc.) en mogen geen misbruik maken van hun macht als faunaat. Faunaten die zich niet laten registreren riskeren een gevangenisstraf indien bekend wordt dat ze faunaat zijn. Bekende ongeregistreerde faunaten zijn Sirius Zwarts, James Potter en Peter Pippeling.

## Bekende Faunaten
- Professor Anderling - Cyperse kat (Geregistreerd bij het ministerie van Toverkunst)
- Sirius Zwarts - Hond (Ongeregistreerd: 'Illegale faunaat')
- Peter Pippeling - Rat ('Illegale faunaat')
- James Potter - Hert ('Illegale faunaat')
- Rita Pulpers - Tor ('Illegale faunaat', ontmaskerd door Hermelien Griffel en vervolgens gevangen gehouden in een potje)

## Trivia
- De faunaat heeft veel overeenkomsten met een faun en Faunus (god).
- De vorm van de Patronus van James Potter is (net als zijn faunaat) ook een hert. Ook de Patronus van professor Anderling heeft exact hetzelfde uiterlijk als haar faunaatvorm.